# Moisés Giroldi
Moisés Giroldi Vera fue un militar panameño durante la época de la Guardia Nacional y posteriormente de las Fuerzas de Defensa de Panamá, amigo del General Manuel Antonio Noriega y encargado en 1989 de la Compañía Urracá, ubicada en el cuartel central de la FFDD. El mayor Giroldi es reconocido por ser uno de los oficiales que fue en contra de los principios del dictador, tratando de buenas maneras que el general y el Estado Mayor se jubilaran y pasaran al retiro. Es considerado como un Stauffenberg moderno (Oficial Alemán que durante la Segunda Guerra Mundial intentó darle un golpe de estado a Hitler).

## Intento de golpe de estado del 3 de octubre de 1989
El 3 de octubre se intentó sacar al general Manuel Antonio Noriega del mando de la institución, gestado por un grupo de oficiales que habían llegado de la misión de paz en Namibia; el resto del cuartel central estaba al mando del mayor Giroldi.
La acción se inició durante la mañana, cuando un tanque V-300 comenzó a disparar frente al cuartel central, hacia la fachada superior, específicamente hacia las oficinas de la comandancia. Los oficiales y militares que se encontraban dentro capturaron al general, escoltas y militares allegados, tomando el control total del cuartel.
En el cuartel de Panamá Viejo se inició una refriega entre el jefe de dicho cuartel y el coronel Nivaldo Madriñan, el cual llegaba al lugar resultando herido.
Según conversaciones anteriores por parte de los oficiales golpistas y el comando SUR en la base Clayton días antes, se había llegado al acuerdo de que un helicóptero del Ejército de los Estados Unidos bajaría en el Centro del Cuartel Central a retirar al general Noriega, pero el tiempo pasaba y el helicóptero solo daba vueltas, sin cumplir el objetivo de bajar a tierra. Mientras trascurría este tiempo, el Secretario de Prensa Daniel Alonso anunciaba que el golpe había sido todo un éxito, pero algunos oficiales, al ver que no se tomaba una decisión, fueron acercándose a las bases militares de los norteamericanos para negociar su protección en caso de que fracasara su intento.
A medida que pasaban las horas el General Noriega convencía con palabras al mayor Giroldi para que lo dejara en libertad y que recapacitaría y él mismo pediría su retiro; tomando la fuerza por ser compadres, lo convenció. Mientras esto ocurría, la Compañía de Machos de Monte de Río Hato en Coclé, mediante transporte aéreo, llegaron a las afueras del cuartel central, además de la Compañía Expedicionaria. El Batallón 2000, procedente del área este de la capital, retrasó su avanzada tomando posiciones estratégicas con diferentes formas de seguridad, estancándose en la Calle 16 Santa Ana frente al antiguo Teatro Edison.
Poco a poco los golpistas iban quedando atrincherados dentro del Cuartel Central. En una acción rápida, unidades de la Compañía Urraca y Doberman, que no estaban informados, capturaron a las primeras unidades de los Machos de Monte que llegaron al lugar.
El Capitán Gonzalo "Chalo" Gonzales, de la Compañía Machos de Monte, quien se encontraba apostado cerca del Cementerio Amador, dio la orden de fuego con lanzacohetes RPG-7 y ametralladoras .50 y .60, con dirección hacia el cuartel central, como advertencia para que los golpistas se rindieran y entregaran al General. Los francotiradores que se encontraban en las azoteas de los edificios abrieron fuego contra los Machos de Monte, causando heridas en sus filas.
En la tarde del 3 de octubre el Batallón 2000 finalmente entró al Cuartel Central y tomó a los golpistas, que terminaron por rendirse. Cuando el mayor Giroldi entregó su arma y el general Noriega dijo «lo que pasó, pasó», se dirigió a la tropa manifestándoles que ellos no tenían la culpa de los errores de sus superiores, y salió airoso a través de una ventana, levantando las manos en señal de victoria.

## Masacre de Albrook
En la tarde del 3 de octubre se llevaron al Mayor Giroldi en un helicóptero, con el objetivo de ser ejecutado. En la madrugada del 4 de octubre, luego de varias horas de tortura, el mayor Heráclides Sucre mata al mayor Giroldi de casi 20 disparos de Sub-Ametralladora UZI en el Cuartel de Tinajitas.
A los demás golpistas los detuvieron y los trasladaron a la Cárcel Modelo, donde estuvieron durante 25 días. El 28 de octubre fueron trasladados a la Isla Coiba los 74 presos militares y un civil.
En Coiba todos fueron torturados y estuvieron viviendo en condiciones totalmente infrahumanas. Incluso el alimento que recibían era paupérrimo: el desayuno siempre consistió en dos pedazos de yuca con una taza de café, el almuerzo en una sopa con cubitos “Maggi” sin presa y la cena en una pequeña porción de arroz con atún.
Se cuenta que ellos no se enteraron de la invasión norteamericana el 20 de diciembre de 1989 sino hasta dos días después.
El 29 de diciembre de 1989 salieron de la isla de Coiba en una embarcación que les enviaron en horas de la madrugada.
Durante su tiempo en Coiba, los prisioneros nunca tuvieron contacto con sus familias, por lo que sospechaban que estaban muertos.

## Referencia literaria
- DR. HUMBERTO E. RICORD, Noriega y Panamá; Orgía y Aplastamiento de la Narcodictadura, Impreso en México
- Kevin Buckley, Panama; The whole History; A touch Stone Book, Published by Simon & Schuster, Frist Touchstone Edition 1992, ISBN: 0-671-72794-X